# 四季の里公園

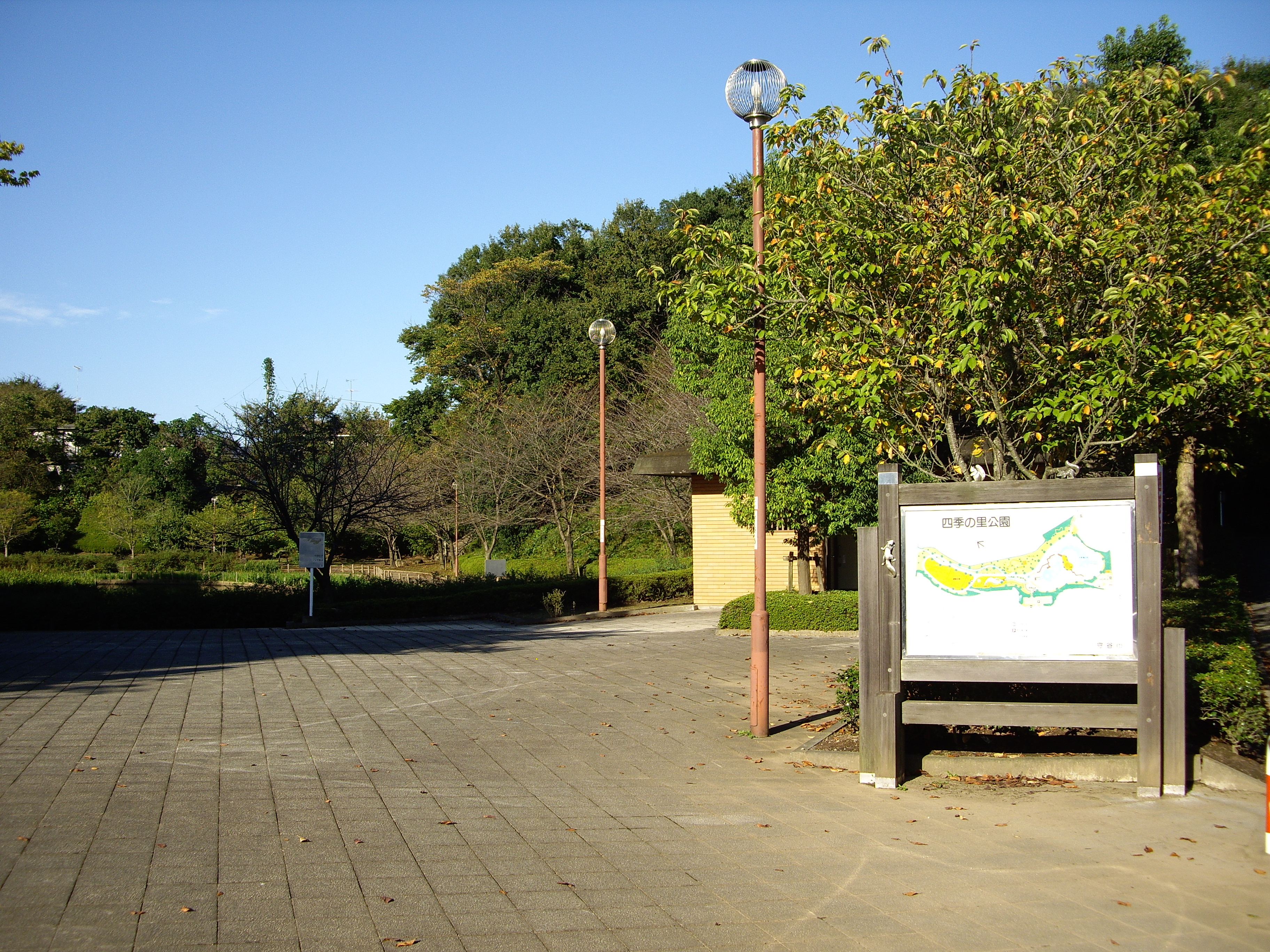
四季の里公園・入口

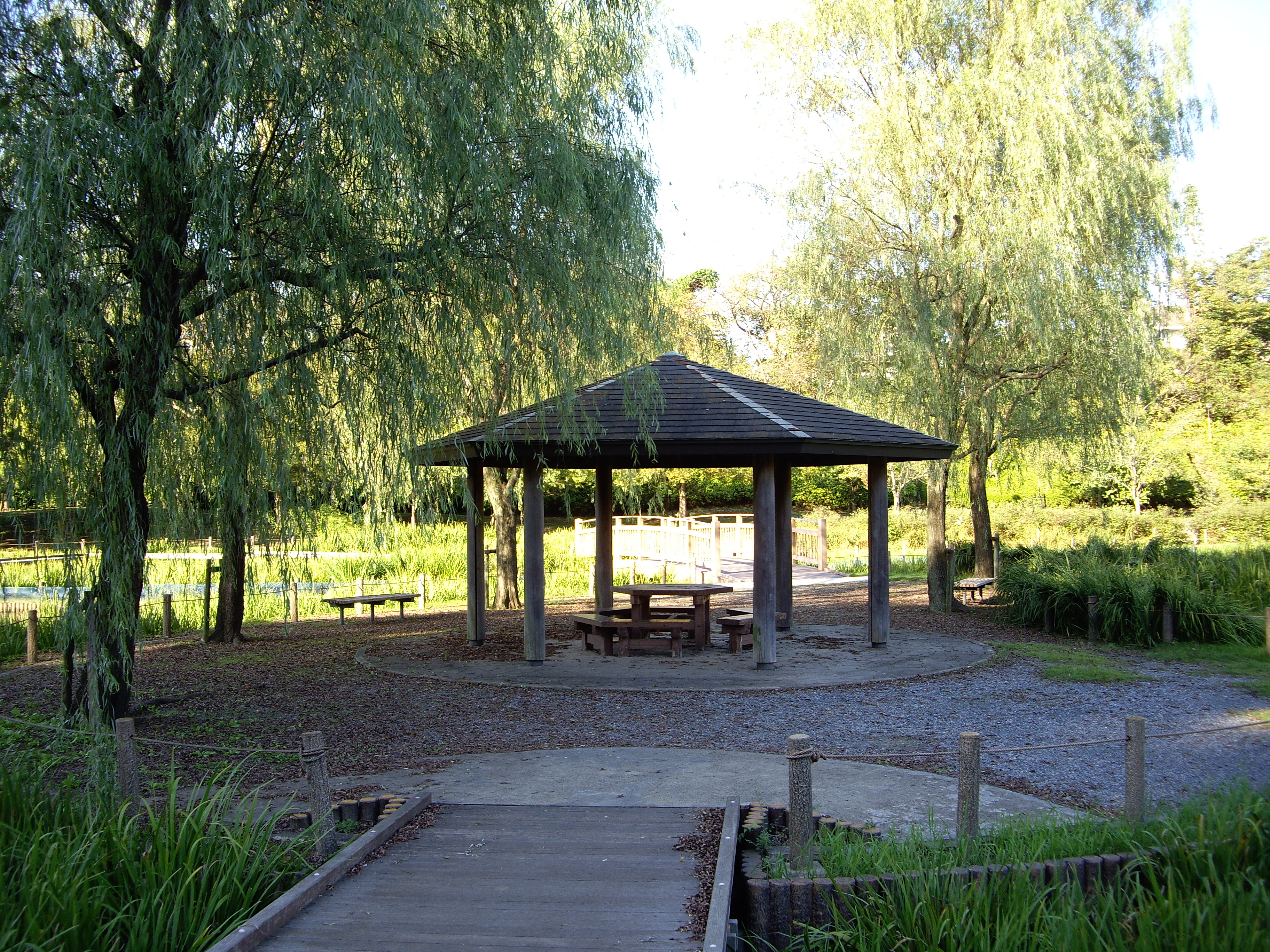
四季の里公園・菖蒲園

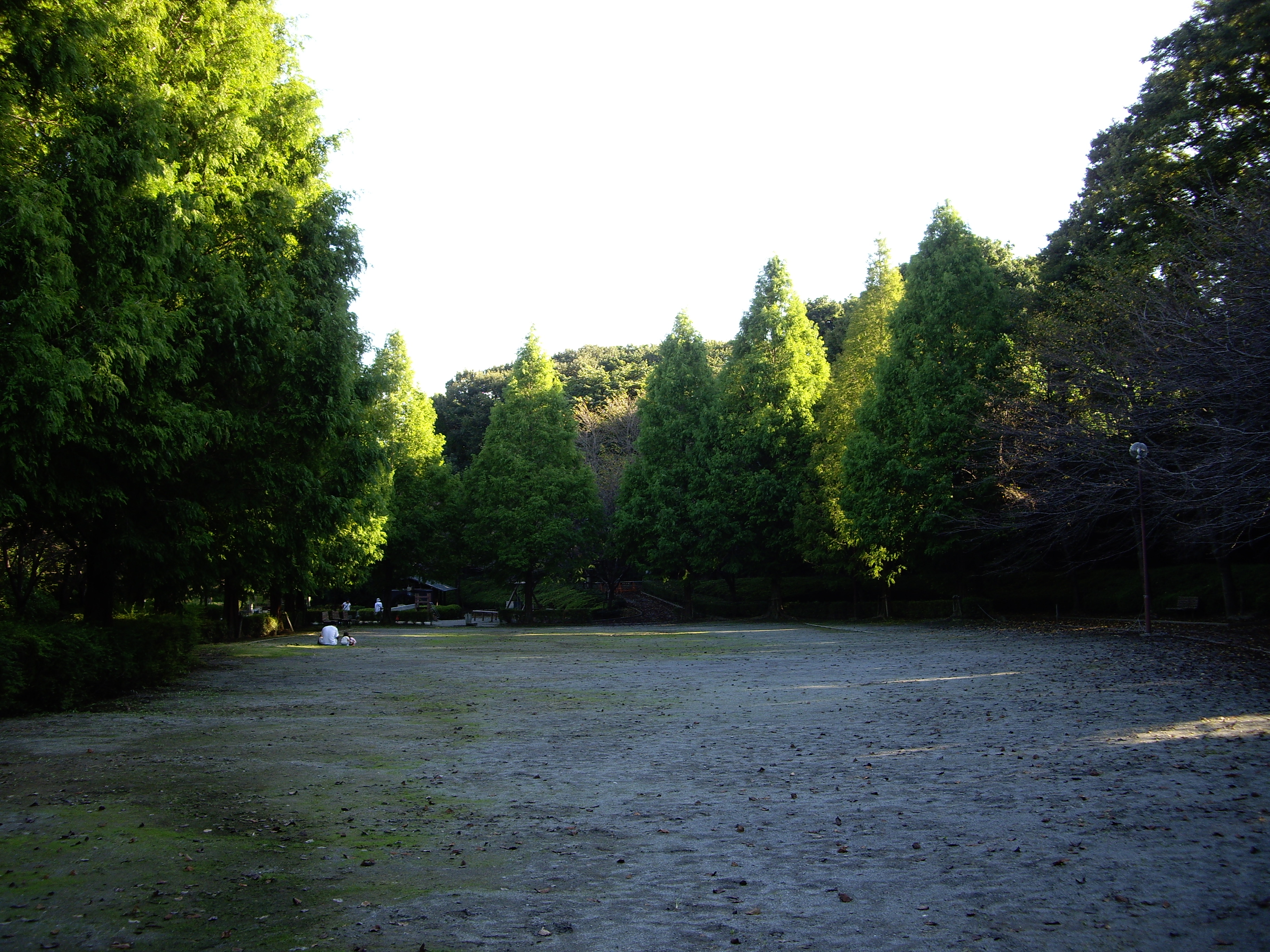
四季の里公園・広場

四季の里公園（しきのさとこうえん）は、茨城県守谷市緑二丁目にある近隣公園である。面積は20,660m2。

## 概要
もりや工業団地造成時に作られた公園の一つである。もりや工業団地最大の公園で、自然の景観や雰囲気を重視し、開発前の地形や特色を極力生かした作りとなっている。園内は池を中心に、約200種5万株もの四季折々の花が植えられたエリアや、一般公園のエリアに分かれ、公園に隣接して常総ニュータウン北守谷、茨城県立守谷高等学校、少し離れたところにやまゆり公園及び北守谷野球場がある。

## ドラマ・映画・CM撮影等
- 春が来た（ドラマ）

## 参考資料
- 未来への大きな扉 守谷町工業団地土地区画整理事業記念誌（守谷町）